# Попков, Иван Григорьевич
Иван Григорьевич Попков (1904—1978) — начальник Управления НКВД по Куйбышевской области, генерал-майор (1945).

## Биография
Родился в селе Глубое Дмитриевского уезда Курской губернии (ныне — Дмитриевский район Курской области).
Член ВКП(б). С мая 1939 временно исполняющий должность начальника Дорожно-транспортного отдела НКВД Восточно-Сибирской железной дороги. С февраля до июля 1941 начальник III-го отдела III-го управления НКГБ СССР. С ноября до 30 декабря 1941 начальник Управления НКВД по Куйбышевской области.
С февраля 1942 до мая 1943 заместитель начальника Управления НКВД по Свердловской области. С 7 мая 1943 до февраля 1948 начальник Управления НКВД по Свердловской области.
С февраля до октября 1948 начальник I-го отдела НКВД СССР. С февраля 1949 до июня 1952 заместитель начальника Норильского исправительно-трудового лагеря МВД СССР. С января 1954 в запасе.
Умер 6 августа 1978 в Екатеринбурге. Похоронен на Широкореченском кладбище.

## Звания
- майор государственной безопасности;
- комиссар государственной безопасности, 12.05.1943;
- генерал-майор, 09.07.1945.

## Награды
- Орден Красного Знамени (дважды) (20.09.1943, …)
- Орден Отечественной войны I степени (16.09.1945)[3]
- Орден Трудового Красного Знамени (13.12.1944)
- Орден Красной Звезды (03.11.1944)